# Raionul Velîka Oleksandrivka, Herson
Velîka Oleksandrivka (în ucraineană Великоолександрівський район, transliterat: Velîkooleksandrivskîi raion) este un raion în regiunea Herson, Ucraina. Reședința sa este așezarea de tip urban Velîka Oleksandrivka.

## Demografie
Componența lingvistică a raionului Velîka Oleksandrivka
     Ucraineană (94,53%)
     Rusă (4,32%)
     Alte limbi (0,78%)
Conform recensământului din 2001, majoritatea populației raionului Velîka Oleksandrivka era vorbitoare de ucraineană (94,53%), existând în minoritate și vorbitori de rusă (4,32%).